# 다마노역
다마노역(일본어: 玉野駅)은 일본 아이치현 이치노미야시에 위치한 나고야 철도 비사이선의 철도역이다. 역 번호는 BS 08이며, 단선 1면 1선의 구조를 갖춘 지상역이다.

## 타는 곳
| ■ 비사이 선 | 하행 | 하기와라 · 메이테쓰이치노미야 방면                 | 종일 메이테쓰이치노미야 방면 |
| ■ 비사이 선 | 상행 | 모리카미 · 쓰시마 · 스카구치 · 메이테쓰나고야 방면 | 나고야 방면은 평일 아침만    |

## 이용 현황
- 2013년 기준 : 979명

## 역 주변
- 히가시타마노 공민관
- 나카타마노 공민관

## 인접 역
| 나고야 철도 비사이선       | 나고야 철도 비사이선 | 나고야 철도 비사이선         |
| -------------------------- | -------------------- | ---------------------------- |
| BS 07 야마자키 야토미 방면 | ■ 비사이선           | 하기와라 BS 09 다마노이 방면 |